# Бернат, Мигель
Мигель Бернат (исп. Miguel Bernat; род. 18 сентября 1957) — аргентинский шахматист, международный мастер (1978).
Участник 16-го чемпионата мира по шахматам среди юниоров (1977) в Инсбруке.
В составе национальной сборной участник следующих соревнований:
- 23-я олимпиада (1978) в Буэнос-Айресе (играл за 2-ю сборную).
- 2 командных чемпионатах мира среди участников до 26 лет: 1980 (сборная Аргентины выиграла бронзовые медали) и 1983.

## Изменения рейтинга
| Графики недоступны из-за технических проблем. См. информацию на Фабрикаторе и на mediawiki.org. |